# رقابة فاعلة على جسم السيارة

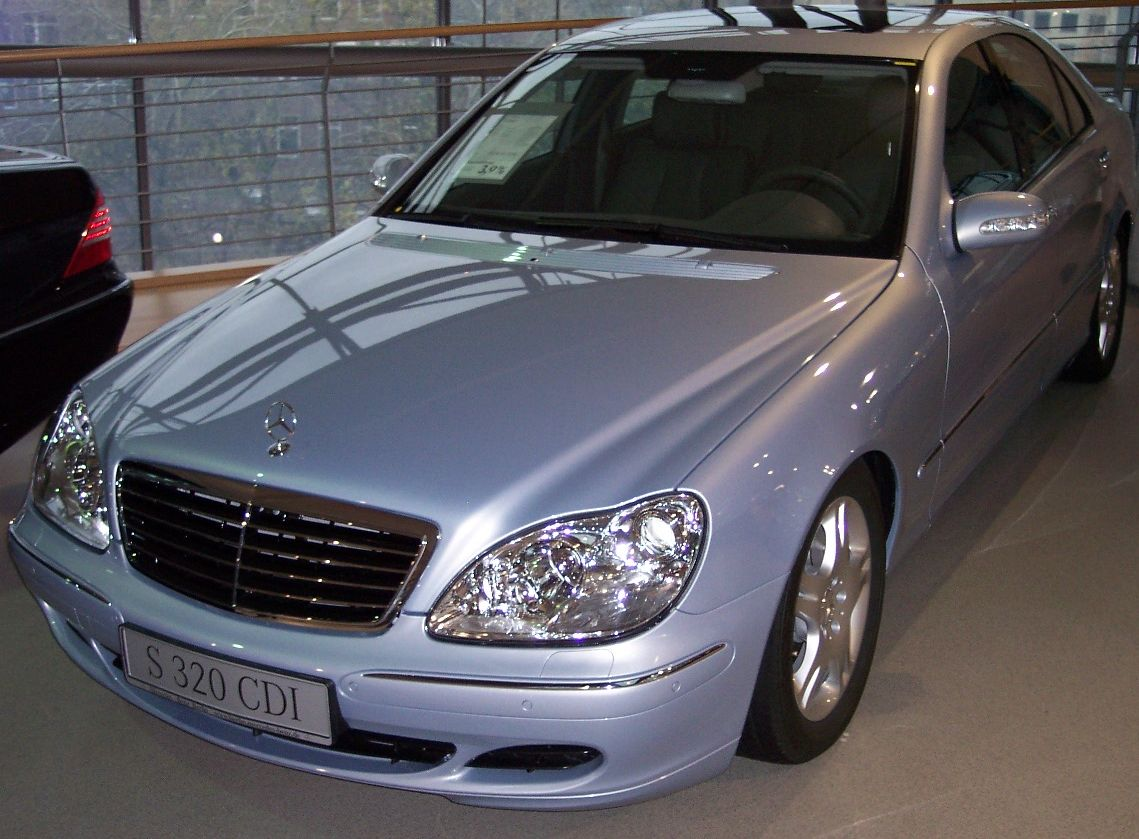

الرقابة الفاعلة على جسم السيارة Active Body ControL ABC هو نظام في السيارة لمعادلة الطرد المركزي الذي يجبر السيارة على الميل في المنحنيات عند السير بسرعات عالية، ويكون ذلك باستخدام نظام استشعار وتحكم الكتروني لرفع مستوى السيارة في الناحية المنخفضة عن طريق أسطوانة هيدرولوكية في المخمّد (Damper) تتلقى أوامرها من الحاسب الآلي للسيارة (ECU)، وفائدة ذلك المباشرة ليس فقط راحة الراكب وإنما أيضاً ثبات العجلات بشكل أفضل على الأرض مما يزيد من الأمان في السيارة بشكل عام. يرتبط هذا النظام بشكل كبير مع نظام ESP.